# ديزل حيوي

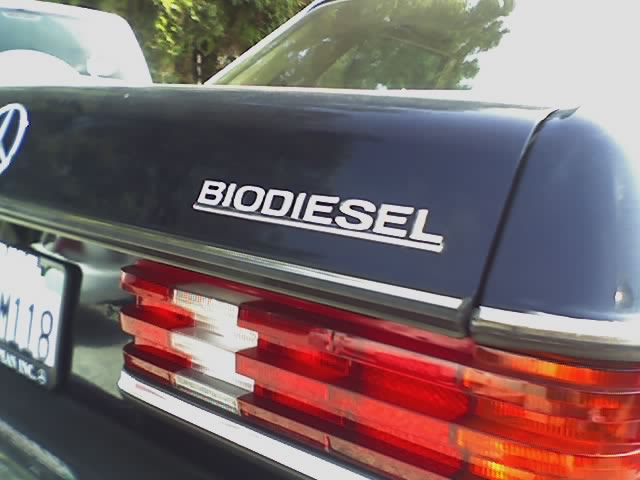
الديزل الأقدم تشتهر مرسيدس بالتشغيل على وقود الديزل الحيوي

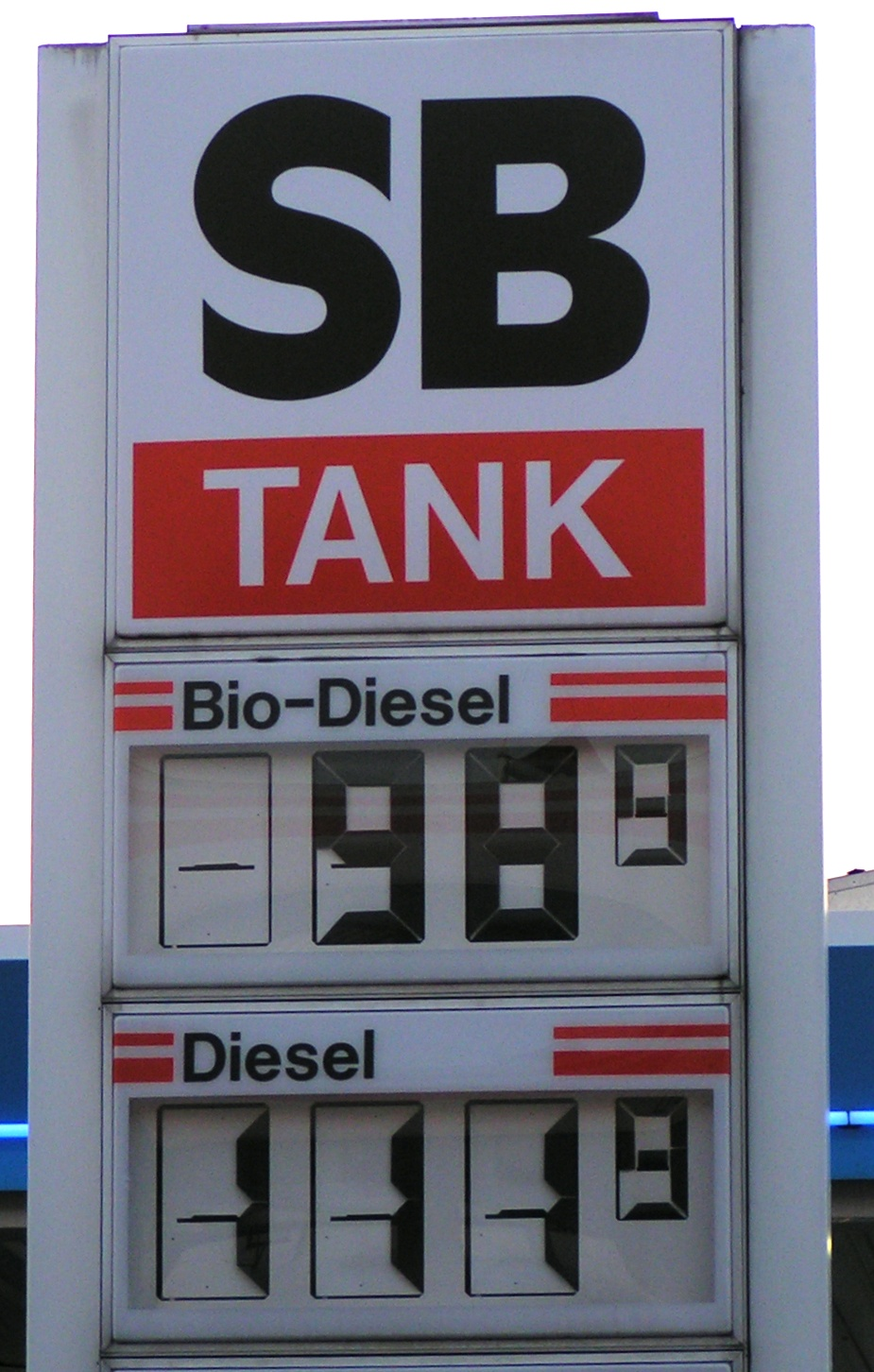
وقود الديزل الحيوي في بعض البلدان أقل تكلفة من الديزل التقليدي

الديزل الحيوي (أو بيوديزل) يعني الوقود المصنع من مواد خام من أصل حيواني ونباتي يمكن استعماله لتشغيل محرك ميكانيكي، يمكن تصنيعه بطريقة رئيسية من الزيوت النباتية أو الشحوم الحيوانية.
من الممكن أن يحل البيوديزل مكان البترول في محركات السيارات والشاحنات وفي مولدات الكهرباء، ولكن يمكن مزجه مع ديزل النفط لتكوين الديزل الحيوي الممزوج الذي يتكون من 20 باللمئة بالحجم ديزل حيوي و 80 بالمئة بالحجم ديزل من النفط .
الديزل الحيوي سهل الاستخدام وقابل للتحلل الحيوي وغير سام، ولا يحتوي على الكبريت أو المركبات الأروماتية (العطرية) .

## مزايا الديزل الحيوي
- المادة الخام طبيعية ويمكن زيادتها عن طريق التوسع الزراعي.
- ثاني أكسيد الكربون الصادر من البيوديزل (كربون عادم) استعماله لا يؤثر نفس التأثير على البيئة ولا يضر طبقة الأوزون.
- لا يتطلب أي تغير أو إضافات على المحركات التي تعتمد على النفط.

## سلبياته
- في البرازيل وآسيا لزراعة أهم المواد الخام المنتثل في نبتة الصويا وديندي يجب استصلاح مساحات أكبر للحصول على أماكن يسهل فيها الزراعة ولكن هذا على حساب الغابات الأشجار الأصلية التي من الممكن أن تأخذ بالانقراض.
- لا يعتبر الكربون الصادر من البيوديزل عادم إذا احتاج إلى شاحنات، مولدات، تسقية، لتحميله أو تخزينه.
- ومن الممكن أن يزيد سعر المواد الغذائية لعدم وجود مناطق كافية لزراعة نباتات أقل ربحاً.

## مشـروع البيوديزل في البرازيل
مشروع مدعوم من الحكومة البرازيلية لاختراع وقود جديد في وقت قصير ليحل محل الديزل المستخرج من البترول.

## التوافر والأسعار
بلغ إنتاج وقود الديزل الحيوي حول العالم 3.8 مليون طن في عام 2005، وكان ما نسبته حوالي 85% من الإنتاج من الاتحاد الأوروبي.
عام 2007 في الولايات المتحدة الأمريكية، كان متوسط أسعار البيع بالتجزئة (عند المضخة) شاملةً الضرائب الفيدرالية وضرائب الوقود على مستوى الولايات لوقود بي2/بي5 أقل من وقود الديزل النفطي بنحو 12 سنتًا، وكانت أسعار خلطات بي 20 مساويةً لأسعار الديزل النفطي. لكن في إطار التحول الهائل في تسعير الديزل، أبلغت وزارة الطاقة في الولايات المتحدة بحلول يوليو 2009 أن متوسط التكاليف كان أعلى ب 15 سنتا للجالون الواحد من جالون وقود الديزل النفطي (2.69 دولار/جالون في مقابل 2.54 دولار/جالون). تكلف خلطات بي99 وبي100 عمومًا أكثر من الوقود النفطي إلا عندما توفر الحكومات المحلية حافزًا ضريبيًا أو إعانة. في شهر أكتوبر 2016، كان وقود الديزل الحيوي أقل سعرًا بسنتين من وقود الديزل النفطي للجالون الواحد.

## أمن الطاقة
أحد العوامل الرئيسية التي تؤدي إلى اعتماد الديزل الحيوي هو أمن الطاقة. هذا يعني أن اعتماد أي دولة على النفط ينخفض، ويُستبدل باستخدام المصادر المتاحة محليًا، مثل الفحم والغاز والمصادر المتجددة، وهكذا يمكن لبلد ما أن يستفيد من اعتماد الوقود الحيوي دون تخفيض انبعاثات غازات الدفيئة. في حين يناقش التوازن الإجمالي في مجال الطاقة، من الواضح أن الاعتماد على النفط قد انخفض، ومن الأمثلة على ذلك الطاقة المستخدمة في صناعة الأسمدة، والتي يمكن أن تأتي من مصادر مختلفة غير النفط. يذكر المختبر الوطني للطاقة المتجددة في الولايات المتحدة أن أمن الطاقة هو القوة الدافعة الأولى وراء برنامج الوقود الحيوي في الولايات المتحدة، وتوضح ورقة البيت الأبيض بعنوان «أمن الطاقة للقرن الحادي والعشرين» أن أمن الطاقة هو السبب الرئيسي لتشجيع الديزل الحيوي. أكد رئيس مفوضية الاتحاد الأوروبي السابق خوسيه مانويل باروسو في مؤتمر الوقود الحيوي الأخير للاتحاد الأوروبي أن الوقود الحيوي الذي تتم إدارته بشكل صحيح لديه القدرة على تعزيز أمن إمدادات الاتحاد من خلال تنويع مصادر الطاقة.

## التأثيرات الاقتصادية
أجريت عدة دراسات اقتصادية حول الأثر الاقتصادي لإنتاج الديزل الحيوي. ذكرت إحدى الدراسات، بتكليف من المجلس الوطني للديزل الحيوي، أن إنتاج وقود الديزل الحيوي ساهم في دعم أكثر من 64,000 وظيفة. يساعد النمو في وقود الديزل الحيوي على زيادة الناتج المحلي الإجمالي بشكل كبير. في عام 2011، شكّل الديزل الحيوي أكثر من 3 مليارات دولار من الناتج المحلي الإجمالي. إذا أُخذ بالحسبان النمو المستمر في مجال الوقود المتجدد وتوسيع نطاق الحافز الضريبي على الديزل الحيوي، فإن عدد الوظائف من الممكن أن يزيد إلى 50725، و2.7 مليار دولار في الدخل، وأن يشكل 5 مليارات دولار من الناتج المحلي الإجمالي بحلول عام 2012 وعام 2013.

## التأثيرات البيئية
ألقت زيادة الاهتمام بالديزل الحيوي الضوء على عدد من الآثار البيئية المرتبطة باستخدامه، ومن المحتمل أن تشمل انخفاض انبعاثات غازات الدفيئة، وإزالة الغابات، والتلوث، ومعدل التحلل الحيوي.
وفقا لتحليل الأثر التنظيمي لبرنامج معايير الوقود المتجددة الصادر عن وكالة حماية البيئة الأمريكية، والذي صدر في فبراير 2010، فإن وقود الديزل الحيوي من زيت الصويا يتسبب –في المتوسط- في انخفاض 57% من غازات الاحتباس الحراري مقارنة مع وقود الديزل النفطي، والديزل الحيوي المنتجة من المخلفات الشحمية يتسبب في انخفاض بنسبة 86%.
مع ذلك، تنتقد المنظمات البيئية مثل: منظمة إنقاذ الغابات المطيرة، ومنظمة السلام الأخضر زراعة النباتات المستخدمة لإنتاج الديزل الحيوي مثل نخيل الزيت، وفول الصويا، وقصب السكر، وتقول إن إزالة الغابات المطيرة يؤدي إلى تفاقم آثار تغير المناخ وأن النظم البيئيّة الحساسة تُدمَّر لإخلاء الأراضي وإفساح المجال أمام زراعة نخيل الزيت وفول الصويا وقصب السكر، وعلاوةً على ذلك، يسهم الوقود الحيوي في تفاقم المجاعة حول العالم، إذ أن الأراضي الصالحة للزراعة لم تعد تستخدم لزراعة الأغذية.
نشرت وكالة حماية البيئة الأمريكية بيانات في يناير 2012، تظهر أن الوقود الحيوي المصنوع من زيت النخيل لن يؤخذ بعين الاعتبار ضمن إجراءات البلاد المتمثلة في الاتجاه نحو مجال الوقود المتجدد، وذلك لأنه ليس صديقًا للمناخ، ورحّب خبراء البيئة بذلك لأن الاهتمام بتنمية مزارع نخيل الزيت أدى إلى إزالة الغابات المدارية في إندونيسيا وماليزيا على سبيل المثال.

## الغذاء والأرض والماء مقابل الوقود
في بعض البلدان الفقيرة، يسبب ارتفاع أسعار الزيوت النباتية مشاكل. يقترح البعض ألا يصنع الوقود إلا من الزيوت النباتية غير الصالحة للأكل مثل الكاميلينا أو اليطروفة أو خبازي ساحل البحر، التي يمكن أن تنمو على أراض زراعية طرفيّة لا تزرع فيها أشجار ومحاصيل كثيرة، أو ذات الإنتاجية القليلة.
يزعم آخرون بأن المشكلة كبيرة وأساسية، فقد يتحول المزارعون من إنتاج المحاصيل الغذائية إلى إنتاج محاصيل الوقود الحيوي لكسب المزيد من المال، حتى لو لم تكن المحاصيل الجديدة صالحة للأكل والغذاء.
يتنبئ قانون العرض والطلب أنه إذا كان عدد المزارعين المنتجين للأغذية قليلًا فإن ذلك سيؤدي إلى ارتفاع سعر الأغذية. ربّما يستغرق الأمر بعض الوقت، إذ قد يستغرق المزارعون بعض الوقت لتغيير محاصيلهم الزراعية، ولكن من المرجح أن يؤدي زيادة الطلب على أول إنتاج للوقود الحيوي إلى ارتفاع أسعار أنواع عديدة من الأصناف الغذائية. أشار البعض إلى أن هناك مزارعين فقراء ودولًا فقيرة تجني أموالًا كثيرةً بسبب ارتفاع أسعار الزيوت النباتية.
لا يؤدي الديزل الحيوي المستخرج من الطحالب البحرية بالضرورة إلى إزاحة الأراضي المستخدمة حاليًا لإنتاج الغذاء، كما يمكن خلق وظائف جديدة في مجال زراعة الطحالب.
بالمقارنة، تجدر الإشارة إلى أن إنتاج الغاز الحيوي يتطلب استخدام النفايات الزراعية لتوليد وقود حيوي يعرف بالغاز الحيوي، كما ينتج السماد، ما يعزز الزراعة والاستدامة وإنتاج الأغذية.

## المخاوف

### لزوجة الوقود
تعدّ اللزوجة أحد المخاوف الرئيسية المتعلقة بالديزل الحيوي. تبلغ لزوجة الديزل من 2.5 إلى 3.2 سنتي ستوكس عند 40 درجة مئوية وتبلغ لزوجة الديزل الحيوي المصنّع من زيت فول الصويا بين 4.2 و 4.6 سنتي ستوكس. يجب أن تكون لزوجة الديزل عاليةً بما يكفي لتوفير التشحيم الكافي لأجزاء المحرك، وفي نفس الوقت يجب أن تكون منخفضة بما يكفي للتدفق عند درجة حرارة التشغيل. يمكن أن تتسبب اللزوجة العالية في إغلاق فلتر الوقود ونظام الحقن في المحركات. يتكون الزيت النباتي من الليبيدات مع سلاسل طويلة من الهيدروكربونات، لتخفيض لزوجته تقسّم الليبيدات إلى جزيئات إسترات أصغر، ويتم ذلك عبر تحويل الزيوت النباتية والدهون الحيوانية إلى إسترات ألكيلية باستخدام الأسترة المتبادلة لتقليل اللزوجة. مع ذلك، لا تزال لزوجة الديزل الحيوي أعلى من الديزل النفطي، وقد لا يتمكن المحرك من استخدام الوقود في درجات حرارة منخفضة بسبب بطء التدفق عبر مرشح الوقود.

## وصلات خارجية
- البرازيلية لتصنيع البيوديزيل
- الكاتالوج الكامل عن البيوديزل
- مواد خام مصنعة
- ما هو البيوديزل؟
- البيوديزل البرازيل معلومات كاملة
- بتروبراس - تصنيع البيوديزل
- بحث في البيوديزل
- اعادة صناعة البيوديزل من البقايا الصناعية
- تكنولوجية بتروبراز البرازيلية